# T-484
T-484 / Mujo Ulqinaku – radziecki, a następnie albański trałowiec z okresu zimnej wojny, jeden z dwóch zakupionych przez Albanię trałowców proj. 254K. Okręt został zwodowany 15 października 1953 roku w stoczni numer 363 w Leningradzie, a do służby w Marynarce Wojennej ZSRR przyjęto go 17 grudnia 1953 roku. W 1960 roku jednostka została zakupiona przez Albanię i weszła w skład Marynarki Wojennej 23 listopada tego roku. Okręt został wycofany ze służby przed 2015 rokiem.

## Projekt i budowa
Prace nad pełnomorskim trałowcem bazowym rozpoczęły się w ZSRR w 1943 roku, na bazie doświadczeń z budowy i eksploatacji trałowców projektu 58 i projektu 263. Początkowo projektem zajmowało się biuro konstrukcyjne CKB-370, następnie CKB-17, a ostateczną koncepcję jednostki opracowało CKB-363 w 1946 roku. Nowe okręty miały być zdolne do określania granic pól minowych i ich likwidacji, prowadzenia trałowań kontrolnych i rozpoznawczych, torowania przejść w polach minowych, eskortowania za trałami innych jednostek i stawiania min. W 1947 roku rozpoczęto produkcję seryjną, budując łącznie ok. 180 okrętów w wersjach 254, 254K, 254M i 254A.
T-484 zbudowany został w stoczni numer 363 w Leningradzie. Stępkę okrętu położono 22 stycznia 1953 roku, został zwodowany 15 października 1953 roku, a do służby w Marynarce Wojennej ZSRR wszedł 17 grudnia 1953 roku.

## Dane taktyczno-techniczne
Okręt jest dużym, pełnomorskim trałowcem. Długość całkowita wynosi 58 metrów (54 metry na konstrukcyjnej linii wodnej), szerokość 8,5 metra i zanurzenie 2,3 metra. Wyporność standardowa wynosi 500 ton, normalna 535 ton, pełna 569 ton, a maksymalna 602 tony. Okręt napędzany jest przez dwa turbodoładowane czterosuwowe silniki Diesla 9D o łącznej mocy 2200 koni mechanicznych (KM). Dwuśrubowy układ napędowy pozwala osiągnąć prędkość 14 węzłów (maks. 8,3 węzła podczas trałowania). Zasięg wynosi 2200 Mm przy prędkości 14 węzłów, 3800 Mm przy 10 węzłach i 1500 Mm z trałem przy prędkości 7 węzłów. Autonomiczność wynosi 7 dób.
Uzbrojenie artyleryjskie jednostki stanowią cztery działka kal. 37 mm L/70 V-11 (2 x II), z zapasem 1000 sztuk amunicji na lufę oraz osiem karabinów maszynowych kal. 12,7 mm L/79 (4 x II), z zapasem 2000 sztuk amunicji na lufę. Broń ZOP stanowią dwa miotacze bomb głębinowych BMB-1 z zapasem 10 bomb głębinowych B-1. Ponadto okręt może przenosić 8 min typu AMD-1000 (lub zamiennie 10 typu KB-3 lub 16 wz. 08/39). Wyposażenie uzupełniają trały: trał kontaktowy MT-2, trał magnetyczny TEM-52 i dwa trały akustyczne BAT-2. Wyposażenie radioelektroniczne obejmuje sonar Tamir-10 oraz radary Lin’ i Rym-K.
Załoga okrętu składa się z 68 oficerów, podoficerów i marynarzy.

## Służba
T-484 służył we Flocie Bałtyckiej do sierpnia 1960 roku, kiedy został zakupiony przez Albanię (wraz z bliźniaczą jednostką T-495). Trałowiec przyjęto w skład Marynarki Wojennej tego państwa 23 listopada 1960 roku. Okręt, oznaczony w ciągu wieloletniej służby numerami 151, 360, 740, AS-341, M-221 i M-111, od 2004 roku nosi nazwę „Mujo Ulqinaku”. W pierwszym dziesięcioleciu XXI wieku na okręcie dokonano modernizacji uzbrojenia, montując w miejsce ośmiu wkm-ów kal. 12,7 mm taką samą liczbę wkm-ów kal. 14,5 mm L/89. Okręt został wycofany ze służby przed 2015 rokiem.